# Niju kun
Niju kun è un termine proveniente dall'arte marziale di Okinawa che si traduce letteralmente come Le venti (niju) regole (kun). Create da Gichin Funakoshi verso la fine del XIX secolo, esprimono i venti principi (o precetti) ai quali tutti gli studenti di Karate Shotokan sono incoraggiati ad ispirarsi nella vita, a praticarli e ad insegnarli agli altri.

## Storia
Funakoshi praticò due generi di karate, lo Shōrei ryū e lo Shōrin-ryū, sin da bambino. Negli anni egli sviluppò un proprio stile per unire i benefici di entrambi. Egli iniziò ad insegnare la sua arte, principi e filosofia ad un gruppo di studenti ad Okinawa. Guadagnando l'attenzione di un pubblico più vasto, in seguito Funakoshi si avventurò in Giappone per diffondere la sua arte in tutta l'isola. Creò così il niju kun per guidare i suoi karateka nel loro allenamento.

## I Venti Principi Guida di Funakoshi (松濤二十訓, Shōtō Nijū Kun)
Mentre si crede che i Venti Principi di Funakoshi fossero stati scritti intorno al 1890, essi furono pubblicati per la prima volta nel 1938 nel libro 英文版 空手道二十訓 - The Twenty Guiding Principles Of Karate nella forma che segue:
1. Non dimenticare che il karate-dō comincia e finisce con il saluto.
空手道は礼に始まり礼に終る事を忘るな
Karate-dō wa rei ni hajimari rei ni owaru koto a wasaru na
2. Nel karate non esiste il primo attacco 
空手に先手なし
Karate ni sente nashi
3. Il karate è dalla parte della giustizia.
空手は義の補け
Karate wa, gi no tasuke
4. Conosci prima te stesso, poi gli altri.
先づ自己を知れ而して他を知れ
Mazu onore o shire shikashite ta o shire
5. Lo spirito viene prima della tecnica.
技術より心術
Gijutsu yori shinjutsu
6. Libera la mente (il cuore).
心は放たん事を要す
Kokoro wa hanatan koto o yosu
7. La disattenzione è causa di disgrazia.
禍は懈怠に生ず
Wazawai wa ketai ni seizu
8. Il Karate non si vive solo nel dojo.
道場のみの空手と思ふな
Dojo nomino karate to omou na
9. Il karate si pratica tutta la vita.
空手の修業は一生である
Karate-do no shugyo wa issho de aru
10. Applica il karate a tutte le cose, lì è la sua ineffabile bellezza.
凡ゆるものを空手化せよ其処に妙味あり
Ara yuru mono o karateka seyo; sokoni myomi ari
11. Il karate è come l'acqua calda, occorre riscaldarla costantemente o si raffredda.
空手は湯の如し絶えず熱度を与えざれば元の水に還る
Karate Wa Yu No Gotoku Taezu Netsu O Atae Zareba Motono Mizuni Kaeru
12. Non pensare a vincere, pensa piuttosto a non perdere.
勝つ考は持つな負けぬ考は必要
Katsu kangae wa motsuna; makenu kangae wa hitsuyo
13. Cambia in funzione del tuo avversario.
敵に因って轉化せよ
Tekki ni yotte tenka seyo
14. Nel combattimento devi saper padroneggiare il Pieno e il Vuoto.
戦は虚実の操縦如何に在り
Tatakai wa kyo-jitsu no soju ikan ni ari
15. Considera mani e piedi dell'avversario come spade.
人の手足を剣と思へ
Hi to no te-ashi wa ken to omoe
16. Oltre la porta di casa, puoi trovarti di fronte anche un milione di nemici.
男子門を出づれば百万の敵あり
Danshi mon o izureba hyakuman no teki ari
17. La guardia è per i principianti; più avanti si torna alla posizione naturale.
構は初心者に後は自然体
Kamae wa shoshinsha ni atowa shizentai
18. I kata vanno eseguiti correttamente; il combattimento è altra cosa.
形は正しく実戦は別物
Kata wa tadashiku, jisen wa betsumono
19. Non dimenticare dove occorre usare o non usare la forza, rilassare o contrarre, applicare la lentezza o la velocità, in ogni tecnica.
力の強弱体の伸縮技の緩急を忘るな
Chikara no kyojaku tai no shinshuku waza no kankyu
20. Sii sempre creativo.
常に思念工夫せよ
Tsune ni shinen ku fu seyo